# Дуани
Дуани, або дуано (Duano, Duano'), десін-дуано (власна назва), десін-дола, куала, або оранг-куала (малай. Orang Kuala), — невеличкий народ, що живе по обидва боки Малакської протоки в Індонезії та Малайзії. Це одна з груп оранг-лаутів, морських кочівників Південно-Східної Азії. До числа оранг-лаутів їх зараховують лише за особливостями способу життя, а так вони є цілком окремою етнічною групою з власною мовою, культурою, самосвідомістю і господарським комплексом, до того ж самі заперечують свою належність до оранг-лаутів.
Дивно, що ці люди, які проживають в доволі розвиненому регіоні і легко йдуть на контакт зі сторонніми, й досі лишаються мало відомими для зовнішнього світу. Навіть райони їхнього проживання не є точно визначеними, а чисельність відома лише за оцінками. Етнічна єдність дуанів не є чіткою. Їхні поселення розкидані по узбережжю Малакської протоки, жителі окремих поселень утворюють локальні групи, часто слабко пов'язані між собою.
З усіх їх локальних груп дуанів найвідомішою є малайзійська частина народу, яка перебуває тут під державною опікою. В Малайзії їх називають куалами (оранг-куала, що означає «люди в гирлах річок») і зараховують до числа корінного населення Півострівної Малайзії, стосовно якого застосовується офіційний термін оранг-аслі (малай. Orang Asli, «аборигени», «перші народи», «оригінальні народи», «споконвічні люди», «прадавні мешканці»). Оранг-аслі утворюють особливу категорію населення країни. До їх складу входить 18 аборигенних племен, різних за мовами, культурою, традиціями, навіть у расовому відношенні. Вони умовно поділяються на 3 групи: негритоси, сеної та прото-малайці. Оранг-куала є одним із цих племен, і належить воно до групи прото-малайців, або, як їх ще називають, аборигенних малайців (малай. Melayu Proto, Melayu Asli, Melayu Purba). Усі оранг-аслі перебувають під опікою держави, яка ставить собі за мету підняти рівень життя аборигенів до рівня життя малайського населення Малайзії. У цій країні існує спеціальний департамент, який займається питаннями добробуту і розвитку оранг-аслі.
В Індонезії дуани, яких тут звуть десін-долаками (індонез. Desin Dola', Desin Dolak, Desin Dolaq), не виділяються офіційною статистикою. Назва десін-дола є лише перекладом дуанською мовою малайського терміну оранг-лаут: desin означає «люди», а dola' — «море».
У ранніх джерелах з історії та етнографії регіону окремі локальні групи дуанів називали ще Orang Laut Bugis (J. G. Schot, 1884), Orang Lahut (T. Adam, 1928), Sendaur (H. Kähler, 1949).
Тому й не дивно, що через відсутність достатньої інформації часто виникає плутанина з назвою народу.
Самі ж вони називають себе десін-дуано (Desin Duano), або просто дуано. В Малайзії, як свідчить Могамед Шаріфудін Юсуф (Dr. Mohd. Sharifudin Yusof), лише старше покоління дуанів пам'ятає справжнє ім'я свого племені; офіційна назва оранг-куала вже майже повністю витіснила його.

## Розселення
Дуани живуть по обидва боки Малакської протоки, але на малайзійському боці їх значно менше.
В межах Індонезії дуани розселені на східному узбережжі Суматри та прилеглих островах, довгою смугою між островом Бенгкаліс (індонез. Pulau Bengkalis) і гирлом річки Кампар (індонез. Sungai Kampar) на заході та дельтою Батанг-Гарі (індонез. Sungai Batang Hari) на сході, включаючи західну частину архіпелагу Ріау, в межах провінцій Ріау (індонез. Provinsi Riau), Острови Ріау (індонез. Provinsi Kepulauan Riau) і Джамбі (індонез. Provinsi Jambi).
Дуанські села розташовані на островах Бенгкаліс, Кундур (індонез. Pulau Kundur), Бурунг (індонез. Pulau Burung), Бангконг (індонез. Pulau Bangkong), Пунай (індонез. Pulau Punai), Мендуланг (індонез. Pulau Mendulang), а також в Танджунг-Дату (індонез. Tanjung Datu), Пасанг-Апі (індонез. Pasang Api), Істіра (індонез. Istira), Батанг-Туато (індонез. Batang Tuato), Джаміг (індонез. Djamih), Періґі-Раджа (індонез. Perigi Radja), Чончонг-Луар (індонез. Concong Luar), Куала-Ланган (індонез. Kuala Langan), розташованих у гирлах річок Батанг-Гарі, Катеман (індонез. Sungai Kateman), Кампар, Тунгкал (індонез. Sungai Tungkal), Ретіг (індонез. Sungai Retih) та Індраґірі (індонез. Sungai Indragiri). Більшість індонезійських дуанів живе в окрузі Індраґірі-Гілір (індонез. Kabupaten Indragiri Hilir) на сході провінції Ріау.
Взагалі, говорячи про райони розселення дуанів, слід зважати на їхній спосіб життя. Вони весь час перебувають на промислах, і села надають їм лише тимчасовий притулок. Тому дуани легко залишають свої селища й, за потреби, влаштовують інші, вже на новому місці.
У Західній (Півострівній) Малайзії поселення дуанів знаходяться на південно-західному узбережжі, переважно в гирлах річок в округах Бату-Пагат (малай. Batu Pahat) та Понтіан (малай. Pontian) у штаті Джогор. Це села Ленга (малай. Lenga), Семераг (малай. Semerah), Міньяк-Беку (малай. Minyak Beku), Сенґаранг (малай. Senggarang), Ренгіт (малай. Rengit), Куала-Бенут (малай. Kuala Benut), Понтіан-Бесар (малай. Pontian Besar) і Сунгай-Лаяу (малай. Sungai Layau).
Ніде дуани не утворюють етнічних масивів, існують лише окремі села, часто серед поселень інших народів, головним чином малайців і китайців.
Східне узбережжя Суматри майже повністю зайняте мангровими лісами та болотами, і воно є майже недосяжним. Внутрішніх районів можна дістатися лише водою. Те саме стосується й природи західного узбережжя Джогору, по той бік Малакської протоки. Між Клуангом (малай. Kluang) і Кулаєм (малай. Kulai) щу донедавна тягнулась суцільна монотонна рослинність, що розривалася лише гирлами річок, ширина яких може сягати 20 км. Річки впадають у мілководні протоки. Безпосередньо в гирлах річок якраз і знаходяться дуанські поселення. Трохи вище розташовані малайські села, часто із тими самими назвами. В цих селах є китайські магазини, куди дуанські рибалки приїздять зі своїми продуктами, тут вони також закуповують необхідні товари зовнішнього походження.
У 20-і роки XX століття через Бату-Пагат було прокладено дорогу, що зв'язала міста Джогор-Бару і Малакка. Ця дорога покінчила з ізольованістю прибережного регіону. Зараз дуанські села є й у внутрішніх районах Півострівної Малайзії.

## Чисельність
В Малайзії, завдяки тому, що державні органи займаються проблемами корінних народів півострова, існують регулярні статистичні дані стосовно чисельності оранг-аслі, зокрема й оранг-куала.
Динаміка чисельності дуанів (куалів) в Малайзії (за офіційними даними) є такою:
| Рік         | 1960 | 1965  | 1969  | 1974  | 1980  | 1993  | 2000  | 2003  |
| Чисельність | 936  | 1 259 | 1 480 | 1 612 | 1 625 | 2 492 | 3 221 | 4 067 |

Що стосується чисельності дуанів в Індонезії, тут існують лише оцінні дані. Наприклад, проєкт Ethnologue наводить такі дані: 15 000 (2006, SIL) дуанів в Індонезії і 19 000 (2006, E. Seidlitz) в усіх країнах.
Проєкт Joshua Project [Архівовано 31 березня 2019 у Wayback Machine.] у 2016 році так оцінює чисельність народу: 18 000 в Індонезії, 4 700 в Малайзії, загалом 22 700 осіб.

## Мова
Дуанська мова належить до малайської групи, серед яких, зокрема, є й індонезійська, стандартна малайська, мінангкабавська та багато інших. Разом із іншими 35 мовами її зараховують до складу малайської макромови (msa).
Досі дуанську мову всебічно не досліджував жоден із вчених-лінгвістів. В різний час були складені окреми списки слів, які ідентифікуються з дуанською мовою. Лише на початку 2000-х років доктор Мохаммед Шаріфудін Юсуф (малай. Mohd. Sharifudin Yusof) під час своїх польових досліджень, проведених на території малайзійського штату Джогор, вперше склав список дуанських слів, представлений у фонетичному вигляді. Скориставшись цими записами, читач зможе правильно вимовляти дуанські слова, навіть якщо він ніколи не спілкувалися з носіями мови. Результати були опубліковані в 2013 році.
Аналіз наявних списків слів свідчить, що дуанська мова є близькою до малайської. Розбіжності між ними полягають переважно в незначних фонетичних відмінностях. Разом із тим, дуанська мова містить цілу групу слів, що позначають дію, частини тіла, різні природні об'єкти, для яких важко визначити їх походження. Через це, а також наявність цілого ряду займенників, питальних слів, префіксів і прислівників, які досить сильно відрізняються від малайських, вона на слух є незрозумілою для малайців. В цілому, можна сказати, що, хоча дуанська мова й відрізняється від малайської, є всі підстави вважати її за один з малайських діалектів, який трохи більше відрізняється від стандартної малайської, ніж, скажімо, мова мінангкабау.
На території Індонезії дуанська продовжує активно використовуватись. Іншою є ситуація на території Малайзії. Тут вона енергійно витісняється стандартною малайською, рідною мовою спілкуються переважно представники старшого покоління. У цій країні дуанській мові загрожує щезання.
Орім рідної мови, більшість дуанів вільно володіє також малайською (Bradley 2007a).
Власної писемності дуанська мова не має. Рівень грамотності серед малайзійських дуанів (малайською мовою) становить близько 50 %.
Її місце в класифікації австронезійських мов залишається до кінця невизначеним.

## Релігія
За релігією дуани є мусульманами. Вони були навернені на іслам ще в XIX столітті.
В Малайзії, де питання релігії пов'язане із офіційним статусом народу, дуани наполягають на тому, що вони не є язичниками, тобто, за їх словами, не їдять свинину і дюгоня, не мають собак на своїх човнах, і тому не можуть об'єднуватись в одну категорію з іншими корінними племенами півострівної частини країни. Прибічниками ісламу вони є й за офіційною статистикою, що ведеться в Малайзії. Так, за даними 1997 року (JHEOA), в штаті Джогор всі 2918 оранг-куала були мусульманами.
Попри те, що дуани вже протягом тривалого часу є прибічниками ісламу, вони не є старанними у виконанні щоденних молитов, нерегулярно відвідують мечеть, а на п'ятничну молитву зазвичай взагалі не приходять. Трапляється, що під час виконання мусульманських ритуалів дуани весь час розважаються, чим ображають почуття інших віруючих.
Відсутній у дуанів також характерний для мусульман поділ суспільства за статевою ознакою.
У своїй повсякденній практиці дуани часто звертаються до своїх доісламських традиційних анімістичних вірувань. Навколишній світ для них наповнений духами природи ганту (малай. hantu). Неповага до духів, на їх переконання, стає причиною хвороб, конфліктів і смертей. Рибалка, який наважиться закинути сітку в сезон дощів, не виконавши попередньо встановлений ритуал, неминуче постраждає через це. Дуани мають своїх знахарів, які, на їх думку, володіють надприродними здібностями. Єдиним способом лікування є заклинання з метою умиротворення духів.
У той же час на людях дуани не говорять про свою традиційну релігію, всіляко підкреслюючи свою належність до ісламу.

## Історія
Історія дуанів, як і історія інших бездержавних народів, які жили в гармонії з природою і вели привласнювальний спосіб життя, є практично невідомою. Записи про них в історичних джерелах сусідніх народів відсутні, а усна традиція народу є дуже бідною.
У записах Схота (Schot, 1884) згадується історична традиція оранг-лаут-бугісів, однієї з дуанських локальних груп, що живе в окрузі Індраґірі-Гілір на сході індонезійської провінції Ріау. Вони вважали себе потомками бугісів, які після участі у війнах в Джогорі проти раджі Кечила на початку XVIII століття знайшли собі притулок в гирлі річки Індраґірі. Згодом катастрофа зруйнувала їхні села і викликала багато смертей, вони поклялися більше не жити в хатах на суходолі й відтоді лишаються в своїх човнах. У цій легенді накладаються дві теми: руйнування початкового села, тема, дуже поширена серед морських кочівників регіону, і тема бугійського панування. Безумовно, не має підстав асоціювати оранг-лаут-бугісів зі справжніми бугісами. Словник мови оранг-лаут-бугісів, складений Схотом, цілком відповідає дуанський мові й, зрозуміло, має мало спільного з бугійською мовою острова Сулавесі. З іншого боку, бугіси дійсно у XVIII столітті активно проводили комерційну діяльність в архіпелазі Ріау. Вони цілком могли мати тісні ділові стосунки з певними групами дуанів. Бугіси в цей період займали також провідні позиції в ряді малайських султанатів, зокрема й у Джогорі. Отже не дивно, що дуани, до яких з презирством ставились їх малайські сусіди, шукали союзу, справжнього чи удаваного, з представниками цієї престижної групи людей. Бугіси, на відміну від малайців, завжди доброзичливо ставились до корінного населення, вони були зацікавлені в їхніх послугах, як знавців берегів регіону.
У ХІХ ст. дуани прийняли іслам. Уже після цього вони з'явилися на території сучасної Малайзії. Малайзійські оранг-куали уважаються вихідцями з острова Бенкаліс.

## Культура
Дуани розвинули вузькоспеціалізований господарський комплекс, оснований на багатих, але дуже обмежених за видовим складом, місцевих природних ресурсах. Їхні села стоять на самій крайці суходолу, як правило, в гирлах річок і зовсім поруч із морським узбережжям. Під час припливів рівень води тут сильно підіймається. Дуани ставлять свої незграбні хатинки на вузькій болотистій смужці землі, що з'являється вздовж мангрових заростей лише під час відпливу. Дуанські будівлі являють собою дерев'яні платформи, встановлені на палях, і нагадують наші містки. На такій платформі розташовується житлове приміщення, а також відведена простора площа для просушування сіток та сушіння риби. Всі конструкції недбало збиті із дощок. Для прикладу, дуанське село Куала-Бенут у Малайзії, розташоване в гирлі однойменної річки Бенут (малай. Sungai Benut), у 1967 році нараховувало близько 60 таких хатинок.
Під час припливу вода сягає підлоги житлового приміщення. Під час відпливу дерев'яні сходи дозволяють спуститися з платформи на землю, де стоять човни.
Майже кожна сім'я дуанів має човен. Існує два основних типи їхніх човнів, які вони купують або будують самі. Джело-пенат (jelo’ penat) — це човен-довбанка із кілем, який відповідає малайському джалору (малай. jalor). Інший тип — це великі човни, що звуться кота (kota’); вони мають дах із сухого пальмового листя (atap) і здатні розмістити на борту цілу сім'ю; малайською такий тип човна називається сампан-котак (малай. sampan kotak).
Головним заняттям дуанів є рибальство. Рибу ловлять в гирлах річок, перетинаючи їх сіткою, або ж у відкритому морі сітками, волосінню або пастками. Додатково збирають молюсків та іншу живність, що водиться в мулі біля берега. Для цього користуються спеціальними дошками, що звуться папун-бертонкат (papun(t) bertongkat). Розподілу праці за статтю в дуанів не існує. Лише молоді матері, що доглядають за малими дітьми, звільняються від рибальства.
Хоча дуанів часто зараховують до числа оранг-лаутів, насправді вони не є морськими кочівниками. Так, вони можуть на тривалий час вирушати в море на промисли й жити при цьому в своїх човнах, але тоді повертаються назад до свого села на узбережжі. Коли, наприклад, у травні південні вітри заважають навігації в Малакській протоці, дуани нерідко вирушають на промисли до східного узбережжя Малайського півострова. Таким чином, можна говорити, що вони практикують сезонне кочування. При цьому завжди їхні міграції відбувалися й відбуваються в обмеженому районі; протягом століття їх місця знаходження залишалися практично в тому ж самому місці.
Їхні селища не мають постійного характеру, люди легко можуть змінювати розташування села, як правило, через мінливість берегової лінії.
Дуани добре знаються на місцевих водах, їм відомі всі племена оранг-лаутів, що живуть в регіоні.
Риба і морепродукти використовуються як для власного споживання, так і на продаж.
Традиційний спосіб господарювання не дозволяє цим людям забезпечити себе всім необхідним. Одяг, продовольство рослинного походження дуани купують у сусіднього китайського або малайського населення. Самі ж пропонують рибу й морепродукти. Для цього дуани регулярно вирушають до торгових містечок (bandar), там вони здійснюють торгові операції й запасаються прісною водою.
За загальним визнанням, дуани є простими й мирними людьми. Їх не особливо приваблюють сучасні технології, і лише невеликий відсоток закінчує середню школу. Разом із тим, контакти із зовнішнім світом даються взнаки. В Малайзії дуани, як і всі інші оранг-аслі, перебувають під опікою Департаменту розвитку оранг-аслі (малай. Jabatan Kemajuan Orang Asli, JAKOA). Співробітники департаменту регулярно відвідують дуанські громади, реалізовуються різноманітні соціальні, економічні, освітні програми. Люди дедалі більше інтегруються в загальнонаціональну культуру. Вони запозичили багато аспектів малайської культури і способу життя.
Традиційне життя дуанів на території Малайзії зараз зазнало помітних змін. З'явилися їх поселення у внутрішніх районах, життя яких не пов'язане з морем. Там існують окремі невеличкі дуанські ферми та плантації. Частина людей працює за наймом у промисловості та сільському господарстві. Розвиток інфраструктури в регіоні полегшив для них поїздки на роботу у великі міста. Деякі з дуанів досягли певного успіху в бізнесі, працюючи у сфері послуг. Щонайменше одне дуанське село спеціалізується на відновленні й продажу вживаних меблів. Але провідною галуззю господарства лишається, як і раніше, рибальство, хоча й тут дуани більше стали використовувати сучасні методи й технічні засоби.
Мустафа Омар і Нор-Гафіза Фізер (Mustaffa Omar & Nor Hafizah Mohd Fizer) у 2015 році опублікували результати досліджень, що проводились 2012 року серед двох громад оранг-аслі (оранг-куала та оранг-канак) в окрузі Кота-Тінгі (малай. Kota Tinggi), штат Джогор (Малайзія). Було опитано, зокрема 51 голову домогосподарств дуанів у селі Сунгай-Лаяу (малай. Sungai Layau). Як виявилось, дуани помітно переважали канаків за всіма показниками рівня життя. Ніхто з них не мав рівень доходів нижчий за RM500 на місяць, тобто не перебував за межею бідності; 35,3 % мали доходи на рівні RM500—999 на місяць, 37,3 % — на рівні RM1000—1499 і 27,5 % — понад RM1500 на місяць. Значно ефективніше за канаків дуани використовують державну допомогу, що виділяється на освіту і розвиток підприємницької діяльності.

## Стосунки з іншими народами
Дуани чітко позиціюють себе як окремий народ. Вони вважають, що не мають нічого спільного з іншим не-малайським населення, яке проживає в районі Малакської протоки.
Показовим є ставлення дуанів до етнічних назв, які їм нав'язуються ззовні. Оранг-куала в Малайзії не сприймають терміну «оранг-аслі», вони розглядають його лише як офіційний евфемізм, який має замінити непристойну назву «сакаї», що в минулому застосовувалась до «диких» племен внутрішніх районів Малайського півострова. Ці люди — язичники, не дотримуються мусульманських правил, і дуани, які є прибічниками ісламу, ніяк не можуть об'єднуватись з ними. Оранг-куала хочуть, щоб за ними офіційно визнали назву «оранг-мелаю-куала» (малай. Orang Melayu Kuala), тобто «малайці в гирлах річок», це більше б відповідало їх соціальному статусу.
Вони відкидають і назву «оранг-лаути» (малай. Orang Laut) через її зневажливий відтінок. Так мешканці суходолу презирливо називають морських кочівників, «брудних» людей, що живуть у човнах, не дотримуються мусульманських традицій, граються з магією і водяться з нечистою силою. Дуани себе такими не вважають.
Неоднозначними є їхні стосунки з малайськими сусідами, яких вони називають десін-дамонгами (Desin Damong). Ці два народи є дуже близькими за мовою та культурою, але чітко усвідомлюють різницю між собою. Дуани перейняли багато рис малайської культури й способу життя, проте расові відмінності не дозволяють їм інтегруватися до малайського суспільства. На перший план у стосунках між народами виступають політичні чинники, дається взнаки домінуюче становище малайців в суспільстві. Малайці, як правило, зневажливо ставляться до дуанів та подібних до них народів, адже вони мають різне походження. На побутовому рівні вони постійно дорікають дуанам за їх вільне ставлення до ісламських ритуалів і традицій. З іншого боку, дуани, яких не приймають у малайське суспільство, відчувають зрозумілу образу й не бажають визнавати такий стан речей і не вважають себе нижчими за малайців.
Враховуючи характер стосунків між малайцями та дуанами, шлюби між ними не вітаються з обидвох боків. Окремі мішані шлюби трапляються у дуанів переважно з бугісами (вихідцями з Сулавесі) та банджарами (вихідцями з південного сходу Калімантану). Іншою є ситуація на території Індонезії, в гирлі річки Індраґірі. Тут дуани часто вкладають шлюби з місцевими малайцями й фактично становлять собою мішану групу населення.
Практично не контактують дуани і з іншими народами з групи морських кочовиків, розселеними в районі Малакської протоки. Такий замкнений спосіб життя лише підкреслює ізоляцію народу.